# Стоні (місячний кратер)
Кра́тер Сто́ні (лат. Stoney) — великий метеоритний кратер у південній півкулі зворотного боку Місяця. Назву присвоєно на честь британського фізика і математика Джорджа Стоні (1826—1911) й затверджено Міжнародним астрономічним союзом у 1970 році.

## Опис кратера

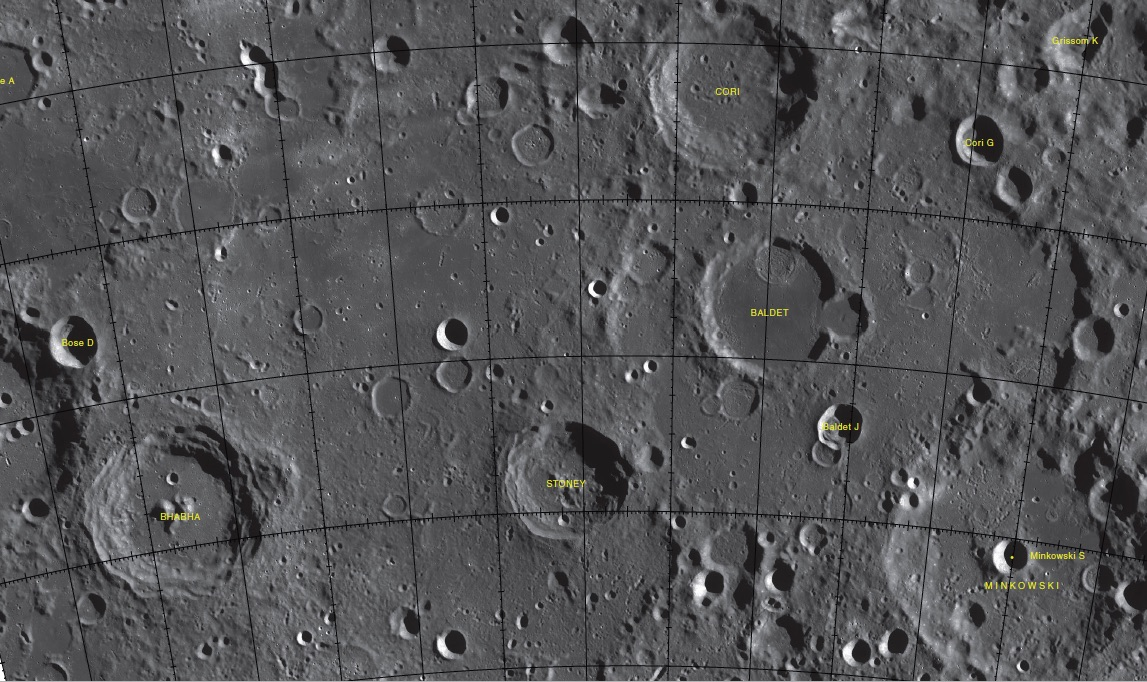
Околиці кратера Стоні. Фрагмент мапи LAC-133.

Найближчими сусідами кратера є кратер Бхабха на заході; кратер Бальде на північному сході; кратер Мінковський на сході; кратер Леметр на півдні південному сході і кратер Беллінсгаузенна південному заході. Селенографічні координати центру кратера 55°35′ пд. ш. 156°23′ зх. д. / 55.58° пд. ш. 156.38° зх. д., діаметр 47,5 км, глибина 2,3 км.
Кратер Стоні має циркулярну форму з невеликими виступами у східній і північно-західній частині й практично не зазнав руйнувань. Вал з чітко окресленою крайкою, у північно-західній і південно-східній частині має сідловидні зниження. Східний край валу перекрито коротким ланцюжком дрібних кратерів. Внутрішній схил валу має терасоподібну структуру, біля його підніжжя знаходяться осипи порід. Висота валу над навколишньою місцевість сягає 1080 м, об'єм кратера становить приблизно 1600 км³. Дно чаші пересічене, за виключенням рівних областей у західній та північно-східній частинах, біля підніжжя південної і північно-східної частини внутрішнього схилу розташовані добре помітні маленькі кратери чашоподібної форми. Невеликий центральний пік зміщений західніше від центру чаші, південніше центру чаші розташовуються декілька піків.
Сателітні кратери відсутні.